# Паскуале Чиконя
Паскуале Чиконя (на италиански: Pasquale Cicogna) е 88–ми венециански дож от 1585 до смъртта си през 1595 г.

## Биография
Паскуале Чиконя е син на Габриеле Чиконя и Марина Маномесо. Издънка на аристократично, но не много богато семейство, той отрано заема различни обществени длъжности, неколкократно е назначаван за подест, управител е на остров Крит и е много ценен заради качествата си.

## Управление
Управлението му протича спокойно без значими вътрешно и външнополитически сътресения като изключим постоянното недоволство на папата (още от времето на предшествениците му) от твърде либералната според него политика на Венеция по отношение на некатолиците. Въпреки че самият той е много религиозен, Чиконя твърдо защитава пред папата правата и свободите, в това число и на вероизповедание, на всички граждани на републиката, както и на чужденците,пребиваващи във Венеция.
Паскуале Чиконя умира от треска на 2 април 1595 г. на 85–годишна възраст.

## Семейство
Паскуале Чиконя има брак с Лаура Морозини.